# Быкова, Фёкла Ивановна
Фёкла Ива́новна Быко́ва (1879—1970) — русская народная сказительница, поэтесса, песенница и вопленица. Член Союза писателей СССР (1939). Депутат Верховного Совета Карело-Финской ССР второго и третьего созыва (1947—1955).

## Биография
Фёкла Быкова родилась 19 июня 1879 года в деревне Выгостров Сорокской волости Кемского уезда Архангельской губернии (сейчас — Беломорский район Республики Карелия) в многодетной семье помора-рыбака. Быкова вспоминала:
Жили в самой бедности, ничего не имели. Не успели подрасти мы, а уже с пяти лет на работу ходить стали, ловить семгу на Выг-реку, а потом на море сельдь ловить. С семи годов пошли в няньки.
В возрасте семи лет Фёкла Быкова вместе с семьёй переехала в село Сороки (ныне город Беломорск). Жили в одной комнате барака, спали на полу. Девушке из бедной семьи было нелегко найти себе хорошего жениха. В возрасте 19 лет Фёкла Ивановна вышла замуж за бедняка. Поскольку имущества в новой семье не было, молодожёны поступили на работу на Сорокский лесопильный завод. На этом заводе Фёкла Ивановна проработала 33 года. Муж же её после года работы на заводе пошёл работать «на пароходы». Через год его выгнали оттуда за пьянство, затем он работал у судохозяина.
Через 6 лет после замужества Фёкла Ивановна овдовела. Её муж по дороге домой погиб в пьяной драке. У Быковой на иждивении осталось трое малолетних детей. Она вспоминала:
Осталась я с 8 руб. денег и с полпудом муки, а когда мужа похоронила остался всего один пятак в кармане. Помню этот пятак. Купила ниток на последний. А хлебом этим две недели прожила.
Чтобы обеспечить семью, работала на заводе круглый год. В то время женщины работали на заводе только в летний период, но Быкова единственная осталась на зиму. Её поставили черпать опилки. Предоставить отдельное помещение могли только рабочим-мужчинам, и Быкова проживала вместе с семейной парой, в уголке у окна. Управляющий советовал ей выйти замуж «Тогда помещение получишь, а женщина такого веса не имеет». Через 3 года после смерти первого мужа Фёкла Ивановна вышла замуж во второй раз. Семье предоставили помещение. Несмотря на трудности, она вырастила детей. В 1924 году Быкова переселилась в отдельный небольшой дом.
Фёкла Быкова получила известность как сказительница в конце 1930-х годов. Научилась писать и читать в 40 лет. В 1939 году она была принята в Союз Советских Писателей и награждена почётной грамотой Верховного Совета Карельской АССР за свою деятельность в области народного творчества.
Во время Великой Отечественной войны столица Карелии была перенесена в Беломорск. Фёкла Ивановна выступала в госпиталях перед ранеными бойцами, работала санитаркой и сиделкой. 19 августа 1942 года в газете «Ленинградское знамя» было опубликовано обращение Фёклы Ивановны к солдатам и всему советскому народу, в котором она просила «помогать Родине всем, чем только можно». Она призывала: «Победите свирепого врага. Рассчитайтесь сполна за все наши страдания. Убивайте падаль везде и всюду. Стреляйте умеючи — без промаха».
После войны Быкова активно занималась общественной деятельностью. Избиралась депутатом Беломорского районного совета и Верховного Совета Карело-Финской ССР второго и третьего созыва (1947—1955).
Последние годы жизни жила в Маячном посёлке города Беломорска. В 1969 году в местном доме пионеров отмечалось 90-летие Фёклы Ивановны, ей была вручена ещё одна почётная грамота Верховного Совета Карельской АССР. Фёкла Быкова умерла 28 апреля 1970 года.

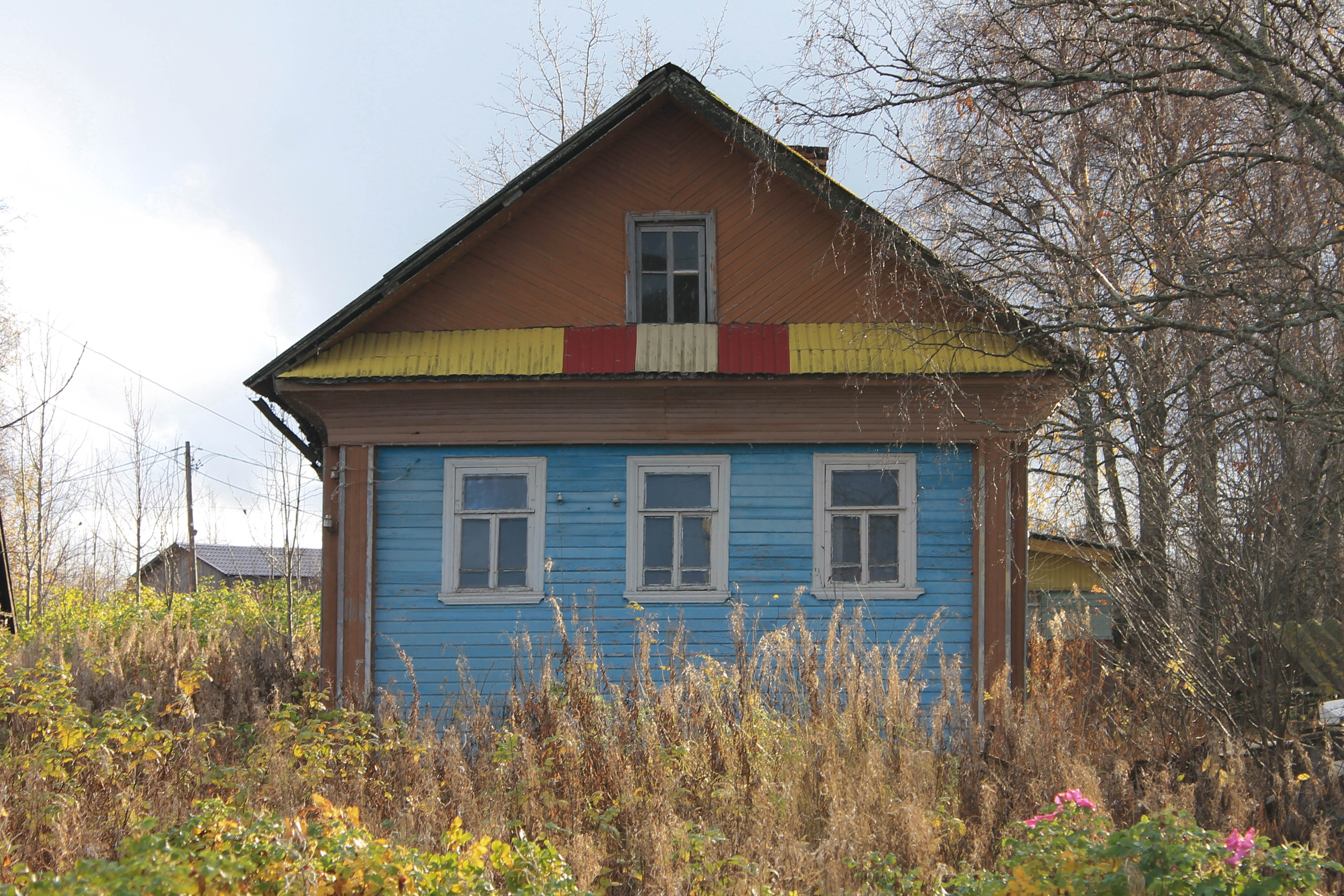
Дом Быковой
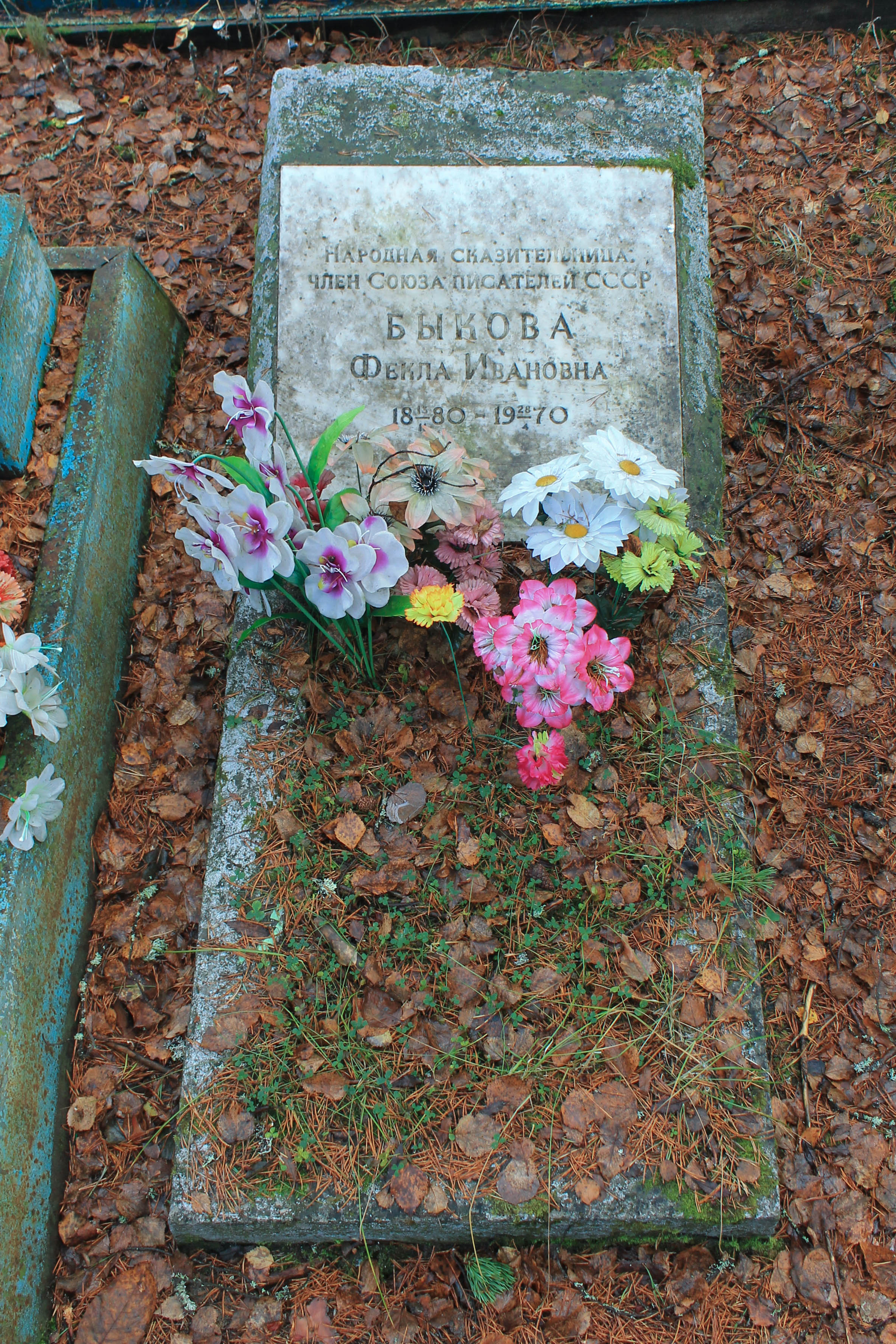
Могила Быковой

Дом, где с 1940 по 1956 года жила Фёкла Ивановна Быкова и могила сказительницы на городском кладбище № 4 Беломорска входят в список объектов культурного наследия Карелии.
В 1963 году художник Г. А. Стронк выполнил её портрет.

## Творчество
С юности Фёкла Ивановна любила исполнять песни, байки, плачи и причитания. За это односельчане часто приглашали её на свадьбы, религиозные праздники и похороны.
В 1937 году в село Сороки прибыла фольклорная экспедиция, которая впервые записала песни и сказы Быковой. Только фольклористом К. В. Чистовым от неё было записано свыше 100 старинных плачей и песен. Кроме того, Ф. И. Быковой созданы и собственные сочинения-сказы на современные темы: сказ о В. И. Ленине, плачи о лётчиках В. П. Чкалове и М. С. Бабушкине, в период Великой Отечественной войны — сказы о Красной Армии, песни «Во старости лет мы свет увидели», «У нас во деревне», «Ох ты, Дунюшка!» и другие.
Всего от неё записано более 120 свадебных, лирических и шуточных песен, около 20 плачей и сказов.
По утверждению авторов издания «Русские плачи Карелии», несмотря на то, что выступления Быковой не сопровождались эстрадными эффектами, её песни наделены «таким глубоким оптимизмом и неподдельным юмором, что слушатели никогда не могут удержать широкой улыбки и взрывов хохота».

## Награды
- Медаль «За доблестный труд в Великой Отечественной войне 1941—1945 гг.»[8]